# 폴리도로스 (아스티아낙스의 아들)
폴리도로스(Polydoros, 그리스어: Πολύδωρος) 또는 폴리도레(Polydore)는 그리스 신화에 등장하는 인물로 트로이의 왕자 아스티아낙스의 아들이었다. 이에 의하면 아스티아낙스가 트로이 성벽에서 던져져 죽임을 당했다는 전설이나 네오프톨레모스 또는 오디세우스의 곤봉에 의해 살해당했다는 전설과는 모순된다.
프랑크 족의 건국 신화에는 그가 후에 프랑크 왕가의 클로비스 1세, 피핀 3세와 샤를마뉴의 조상이 되었다고 한다.